# Tema (música)
Em música, um tema é a melodia inicial ou primária/principal. A Encyclopédie Fasquelle, de 1958, define um tema do seguinte modo: "Qualquer elemento, motivo ou pequena peça musical que originou alguma variação se torna um tema a partir desse momento.

## Explicação
Depois de o tema principal ser anunciado, pode ser ouvida uma segunda melodia, algumas vezes chamada de contratema ou tema secundário, normalmente apresentando algum contraste.
Numa fuga em três partes, o tema principal é anunciado três vezes em três vozes diferentes – soprano, contralto e baixo – ou em alguma de suas variações. Numa fuga em quatro partes, o tema é anunciado quatro vezes.
Um motivo é uma pequena figura melódica usada repetidamente e que pode ser utilizada para construir um tema.
Um leitmotif é um motivo ou tema associado com uma pessoa, lugar ou ideia.
Mudanças e processos temáticos são, com frequência, estruturalmente importantes para a música e alguns teóricos, como Rudolph Reti, por exemplo, têm feito análises sob uma ótica puramente temática. Fred Lerdahl descreve as relações temáticas como associativas e, portanto, não abrangidas pelo escopo de análise de sua teoria geradora, de base cognitiva.

## Música sem temas
Música sem temas, ou melhor, sem temas reconhecíveis, repetitivos e desenvolvidos, é chamada de atemática. Alguns exemplos incluem as obras pré-dodecafônicas ou as primeiras obras atonais de Arnold Schoenberg, Anton Webern, e Alban Berg. "Embriagado pelo entusiasmo resultante de ter liberado a música das amarras da tonalidade, busquei encontrar mais liberdade de expressão. Efetivamente … acreditava que, agora, a música poderia abandonar os aspetos temáticos e mesmo assim, permanecer coerente e compreensível."
Música baseada num único tema é monotemática enquanto que música baseada em vários temas é politemática. Assim por exemplo, a maioria das fugas são monotemáticas enquanto que a maioria das obras na forma sonata são politemáticas
A musipedia, tem uma grande variedade de temas pesquisáveis.